# غندوبازار
غندوبازار (بالفارسية: گندوبازار) هي قرية تقع في منطقة بولان في إيران. يقدر عدد سكانها بـ 259 نسمة بحسب إحصاء 2016.